# 傅忠
傅忠（？—1394年12月20日），明朝驸马都尉，宿州人，明太祖第九女壽春公主的丈夫。颍国公傅友德的长子。
洪武十九年三月初十日（1386年4月9日），壽春公主下嫁傅忠。傅忠被封为驸马都尉。由于寿春公主深得明太祖喜爱，被赐吴江县良田一百二十余顷、岁入八千石，远远超过其他公主数倍。寿春公主和傅忠生有一个独生子傅彦。洪武二十一年六月廿九日（1388年8月1日），壽春公主去世。洪武二十七年十一月乙丑（1394年12月20日）冬至宴会，傅友德有一道菜没有吃，明太祖指责傅友德大不敬，还对他说：“召你两个儿子过来！”傅友德出去後，卫士给他传达明太祖的话：“提着他们的头回来。”不久，傅友德提着两个儿子的头颅回来，明太祖吃惊道：“这么快？真是残忍的人啊！”傅友德拿出袖中匕首，说：“不过是想要我们父子的人头罢了。”于是自刎。明太祖大怒，将傅友德家属发配到辽东、云南之地，仅留下了自己的外孙、傅忠的儿子傅彦。